# Broadcom
Broadcom — американський виробник інтегральних мікросхем для пристроїв зв'язку. Компанія входить в двадцятку лідерів з продажу напівпровідників.

## Історія
Генрі Самуель та Генрі Ніколас заснували Broadcom в 1992 в Лос-Анджелесі, три роки потому компанія переїхала в Ервайн.
У 2003 FSF виявила порушення компанією Broadcom умов GPL-ліцензії (GNU General Public License), під якою поширювався вихідний код, використаний компанією в драйвері для чипсета маршрутизатора 802.11g — всупереч умовам ліцензії, код драйвера не був опублікований.
У червні 2007 Комісія США з міжнародної торгівлі заборонила імпорт нових мобільних телефонів на чипах Qualcomm, виявивши, що вони реалізуються в порушення патентів, що належать компанії Broadcom. Патенти стосувалися технологічних рішень в програмному забезпеченні, які дозволяють продовжити час роботи акумулятора телефону.
Компанія взяла участь в Open Handset Alliance — об'єднання, що займається розробкою стандартів відкритих стандартів для мобільних телефонів. 28 травня 2015 року виробник мікросхем Avago Technologies Ltd. погодився купити Broadcom Corp. за 37 мільярдів доларів готівкою та акціями. Після закриття угоди, яке відбулося 1 лютого 2016 року, акціонери Broadcom отримали 32% акцій нової компанії, що базується в Сінгапурі, яка отримала назву Broadcom Limited. Хок Тан, президент і головний виконавчий директор Avago, був призначений генеральним директором нової об'єднаної компанії. Д-р Самуелі став технічним директором і членом правління об'єднаної компанії, а д-р Ніколас виконує роль стратегічного консультанта в новій компанії.
Нова об'єднана компанія спочатку отримала назву Broadcom Limited, але успадкувала тикерний символ AVGO. Символ BRCM був скасований.

## Логотип
Емблема включає жирний чорний текст, розташований поверх червоної хвилі, яка має форму, подібну до графіка функції sinc.

## Придбання
У різні роки Broadcom купував різні компанії для швидкого виходу на нові ринки: [3]